# Valders, Wisconsin
Valders là một làng thuộc quận Manitowoc, tiểu bang Wisconsin, Hoa Kỳ. Năm 2006, dân số của làng này là 948 người.